# إيبرو جيلان
ايبرو جيلان (بالتركية: Ebru Ceylan)‏ (الاسم القديم لعائلتها ايبرو ياباجى . ولدت في 1976، أنقرة )، مصورة تركية. وهي زوجة نورى بيلج جايلان الذي عرف بمشاركته الدور الرئيسى في فيلم المناخ . بدأت تصوير في أفصادا عام 1992، وقد ساهمت في معارض متنوعة وفازت بالجوائز. تخرجت من جامعة مرمرة من قسم السينما و التليفزيون، وبعد ذلك قامت بعمل درسات عليا في جامعة معمار سنان في قسم إنتاج الفيلم. نجح الفيلم القصير الأول ( في الساحل ) في منافسة مهرجان كان السينمائي عام 1998. واستمرت في إنتاج الأفلام القصيرة.
أخذت دورا صغيرا في فيلم البعيد وكان أول عمل إخراجى لزوجها نورى بيلج جيلان ولعبت دور البطولة في الفيلم الطويل الروائى الرابع الاقاليم .
أما إخراج الفيلم الذي بعده القرود الثلاثة فقد ساهمت في الإنتاج الفني، وكتبت خكايته، ولها مساهة أيضا في السيناريو.

## روابط خارجية
- إيبرو جيلان على موقع IMDb (الإنجليزية)
- إيبرو جيلان على موقع قاعدة بيانات الأفلام العربية
- إيبرو جيلان على موقع ألو سيني (الفرنسية)
- إيبرو جيلان على موقع أول موفي (الإنجليزية)
- إيبرو جيلان على موقع قاعدة بيانات الأفلام السويدية (السويدية)
- إيبرو جيلان على موقع قاعدة بيانات الفيلم (الإنجليزية)
- إيبرو جيلان على موقع كينوبويسك (الروسية)

الموقع الرسمى .
قاعدة بيانات الأفلام على الإنترنت لإيبرو جيلان[وصلة مكسورة] .
ايبرو جيلان في السينما التركية [التركية] .
أقوال جريدة الصباح .. التمثيل مع نوري .. كان مفيد .
بوابة تركيا